# Natasha Hernández
Natasha Hernández (19 de abril de 1966) es una deportista venezolana que compitió en judo.
Ganó una medalla en el Campeonato Mundial de Judo de 1984, y cuatro medallas en el Campeonato Panamericano de Judo entre los años 1980 y 1986. En los Juegos Panamericanos consiguió dos medallas en los años 1983 y 1987.

## Palmarés internacional
| Campeonato Mundial      | Campeonato Mundial            | Campeonato Mundial | Campeonato Mundial |
| Año                     | Lugar                         | Medalla            | Categoría          |
| ----------------------- | ----------------------------- | ------------------ | ------------------ |
| 1984                    | Viena (Austria)               | Medalla de oro     | –61 kg             |
| Juegos Panamericanos    |                               |                    |                    |
| Año                     | Lugar                         | Medalla            | Categoría          |
| 1983                    | Caracas (Venezuela)           | Medalla de plata   | –56 kg             |
| 1987                    | Indianápolis (Estados Unidos) | Medalla de plata   | –61 kg             |
| Campeonato Panamericano |                               |                    |                    |
| Año                     | Lugar                         | Medalla            | Categoría          |
| 1980                    | Isla de Margarita (Venezuela) | Medalla de plata   | –58 kg             |
| 1982                    | Santiago de Chile (Chile)     | Medalla de oro     | –56 kg             |
| 1984                    | Ciudad de México (México)     | Medalla de oro     | –61 kg             |
| 1986                    | Salinas (Puerto Rico)         | Medalla de oro     | –61 kg             |